# Trichocerapoda deserta
Trichocerapoda deserta là một loài bướm đêm trong họ Noctuidae.